# Sağmalı, Özalp
Sağmalı là một thị trấn thuộc thành phố Özalp, tỉnh Van, Thổ Nhĩ Kỳ. Dân số thời điểm năm 2011 là 5.184 người.